# ایون آنتونسکو
ایون آنتونسکو (به رومانیایی: Ion Antonescu) (۲ ژوئن ۱۸۸۲ – ۱ ژوئن ۱۹۴۶) یک نظامی و سیاست‌مدار اهل رومانی بود که در سال ۱۹۴۰، کارول دوم، پادشاه رومانی را مجبور به استعفا کرد و قدرت را در این کشور به دست گرفت. در جریان جنگ جهانی دوم، رومانی به رهبری او یک سال بعد در کنار آلمان علیه شوروی وارد جنگ شد. آنتونسکو در نهایت در ۲۳ اوت ۱۹۴۴ دستگیر و پس از جنگ به اتهام جنایات جنگی اعدام شد.

## سال‌های اولیه
ایون آنتونسکو دوم ماه ژوئن سال ۱۸۸۲ در خانواده‌ای از قشر متوسط در شهر پیتشت در جنوب رومانی متولد شد. پدر او به عنوان یک افسر نیروی زمینی که می‌خواست پسرش نیز قدم در راه او بگذارد، ایون را راهی مدارس اولیه و ثانویه نظامی در کرایووا نمود. پس از سپری کردن دو سال در دانشکده پیاده‌نظام و سواره‌نظام، یکم ژوئیه سال ۱۹۰۴، آنتونسکو خدمت خود را با درجه ستوان دوم در نیروی زمینی رومانی آغاز کرد. دو سال بعدی را دوره‌های دانشکده پیشرفته سواره‌نظام در تیرگوویشته گذراند. هنگام به پا شدن قیام رعایا در سال ۱۹۰۷، آنتونسکو فرمانده یک یگان سواره‌نظام در جنوب شرقی کشور بود. درایت و رفتار سازش‌کارانه او در این جایگاه، تحسین کارول یکم، پادشاه رومانی را برانگیخت تا فردیناند، ولیعهد خود را جهت تقدیر از آنتونسکو، عازم گالاتسی سازد. دهم ماه مه سال ۱۹۰۸ درجه ستوان یکم به او اعطا گردید. بین سال‌های ۱۹۱۱ تا ۱۹۱۳ در دانشکده پیشرفته جنگ در بخارست مشغول به تحصیل بود و در نهایت با درجه سروانی فارغ‌التحصیل شد. با آغاز جنگ دوم بالکان در سال ۱۹۱۳ به عنوان افسر ستاد عملیات‌های لشکر یکم سواره‌نظام به انجام وظیفه پرداخت.

## جنگ جهانی اول

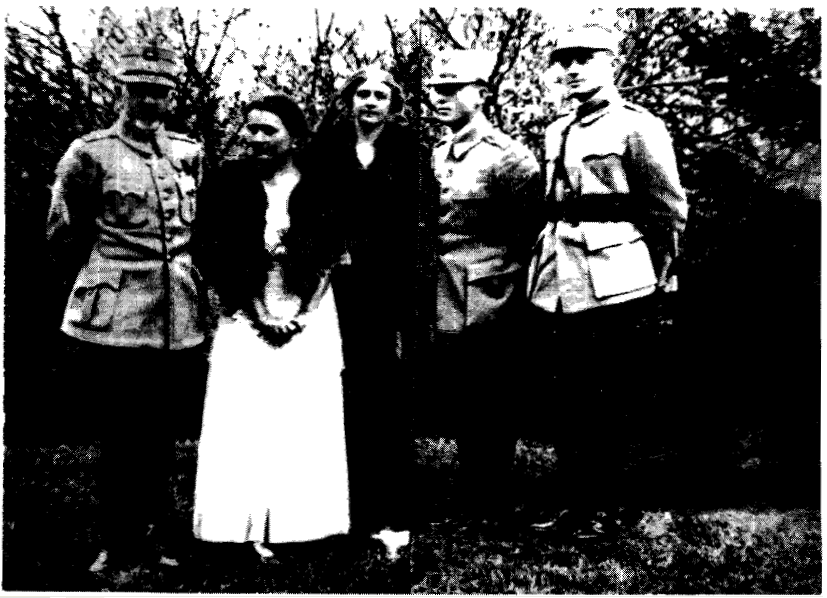
سرگرد آنتونسکو (دومی از راست) در کنار ژنرال پرزان (اولی از چپ)، ۱۹۱۶

پس از شروع جنگ جهانی اول، رومانی ۱۵ اوت سال ۱۹۱۶ با وعده دریافت اراضی جدید، در جانب متفقین وارد جنگ شد. روز بعد آنتونسکو به عنوان رئیس ستاد عملیات‌های ارتش شمال منصوب گشت و در طول جنگ رابطه نزدیکی با ژنرال کونستانتین پرزان، فرمانده این ارتش داشت. ماه نوامبر همان سال، در دفاع ناموفق از بخارست مشارکت نمود. با تصرف پایتخت توسط نیروهای آلمانی، نیروی زمینی رومانی از ۲۱ نوامبر شروع به عقب‌نشینی به جانب مولداوی کرد. در آغاز ماه دسامبر، با انتصاب ژنرال پرزان به مقام ریاست ستاد کل نیروی زمینی، آنتونسکو نیز هم‌اینک با درجه سرگردی، به ریاست ستاد عملیات‌های آن رسید. در این جایگاه نقش ویژه‌ای در اختصاص تدابیر لازم جهت مقاومت موفق در مقابل تهاجم نیروهای آلمانی به مولداوی ایفا نمود. روز ۱ سپتامبر سال ۱۹۱۷ به درجه سرهنگ دومی ترفیع یافت.

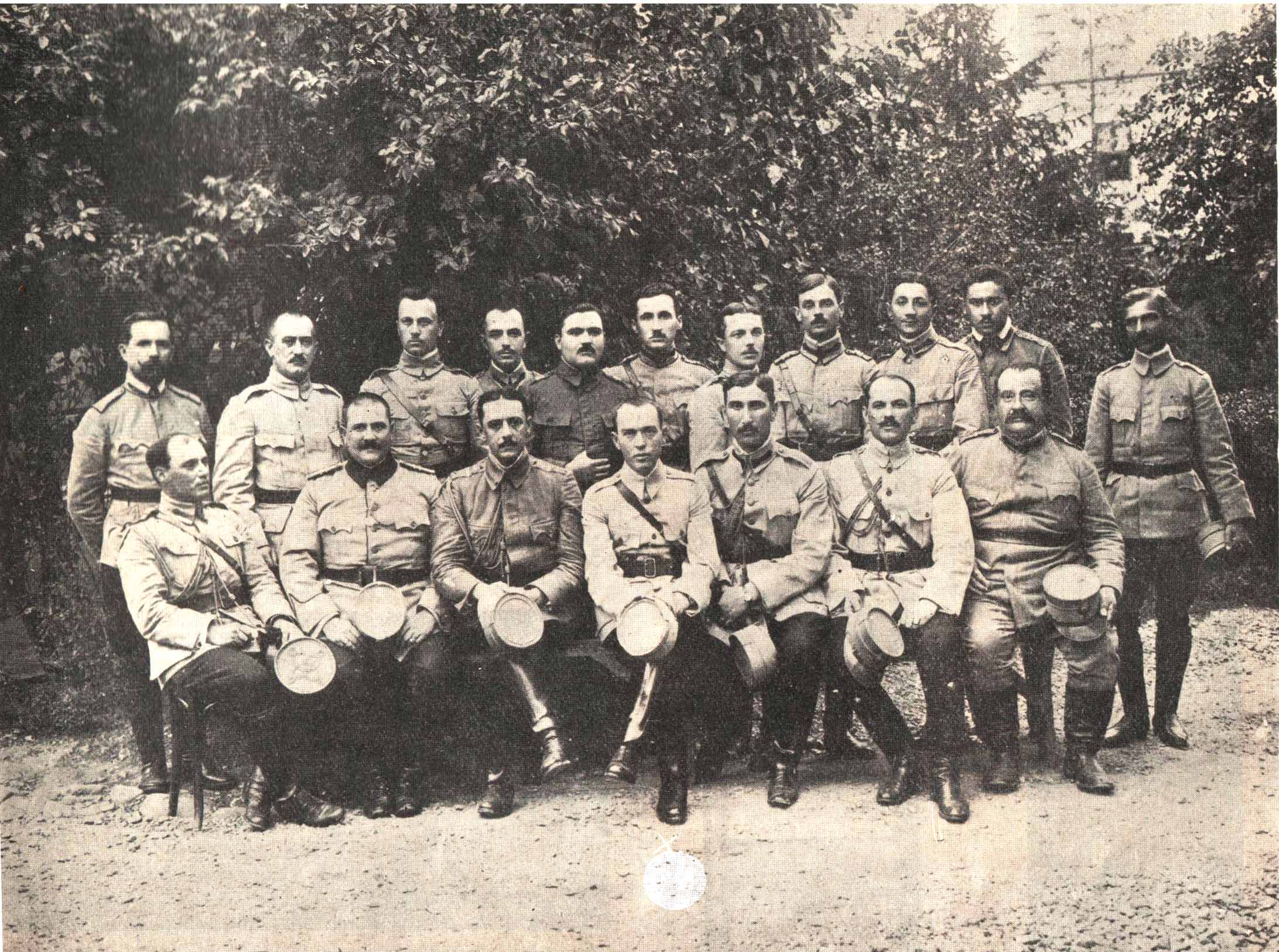
نفر وسط از ردیف پایین، در جمع افسران بهش عملیات‌های ستاد کل، مارس ۱۹۱۸

با انعقاد پیمان آتش‌بس بین روسیه و قوای مرکز در ماه نوامبر سال ۱۹۱۷، موقعیت رومانی به شدت تضعیف شد. در این شرایط، آنتونسکو اقدام کشورش در رسیدن به یک توافق آتش‌بس با قوای مرکز را «منطقی‌ترین راه حل» خواند. پس از بسته شده معاهده صلح در ماه مه سال ۱۹۱۸، پرزان بازنشسته شد و آنتونسکو به فرماندهی یک هنگ سواره‌نظام رسید. با ورود مجدد رومانی به جنگ، ماه نوامبر همان سال پرزان به فرماندهی نیروی زمینی منصوب گشت و آنتونسکو به ستاد عملیات‌ها بازگشت.

## دوران بین دو جنگ
پس از پایان جنگ جهانی اول، ماه مارس سال ۱۹۲۰، آنتونسکو یکی از سه گزینه دولت رومانی جهت برگزیده شدن به عنوان فرستاده نظامی این کشور به پاریس بود. در ابتدا فرد دیگری بدین منظور انتخاب شد اما پس از دو سال آنتونسکو جای او را گرفت. روز ۱ ژانویه سال ۱۹۲۳، لندن و بروکسل نیز به حوزه مسئولیت او افزوده شدند. با گسترده شدن حیطه فعالیت، حضور پر رنگ آنتونسکو در هر سه پایتخت کار دشواری بود؛ به‌خصوص با توجه به این که او بیشتر وقت خود را صرف انجام مذاکرات جهت دریافت اعتبار ۱۰۰ میلیون فرانکی تسلیحات فرانسوی می‌کرد. ماه ژوئیه سال ۱۹۲۶ با احضار از فرانسه، فرماندهی دانشکده سواره‌نظام در سیبیو به او سپرده شد. برای مدتی در پاییز سال ۱۹۲۸، دبیرکل وزارت جنگ شد. سه سال بعد به درجه سرتیپی ترفیع یافت و در ۱۲ دسامبر سال ۱۹۳۳ به فرماندهی ستاد کل منصوب گشت. در این جایگاه اولویت او نوسازی نیروی زمینی رومانی بود. بدین منظور پیشنهاد خرید تسلیحات خارجی را به هیئت دولت ارائه کرد. در این مسئله با ژنرال پاول آنگلسکو، وزیر دفاع به اختلاف نظر برخورد. درحالیکه وزیر مورد نظر کیفیت تسلیحات سبک ساخت چکسلواکی را زیر سؤال می‌برد، آنتونسکو این ادوات را جهت اصلاحات خود حیاتی می‌خواند. با بی‌نتیجه دیدن تلاش در این مسیر، ۸ دسامبر سال ۱۹۳۴، استعفای خود را تقدیم گئورگ تاتارسکو، نخست‌وزیر رومانی، کرد.

### وزارت دفاع

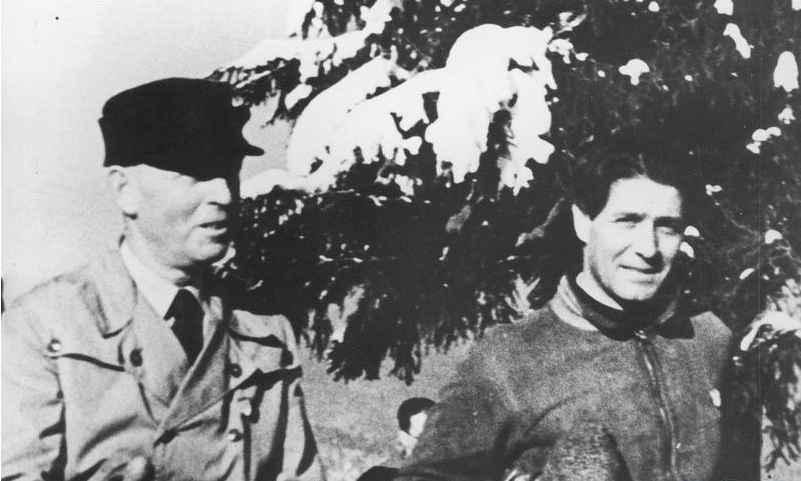
آنتونسکو (چپ) در کنار کودرانو

با دریافت مشورت از سوی دو تن از دوستانش، آنتونسکو در سال ۱۹۳۶ برای نخستین بار با کورنلیو کودرانو، رهبر جنبش گارد آهنین دیدار کرد. این جنبش در انتخابات ماه دسامبر سال ۱۹۳۷ موفق به کسب ۶۶ کرسی مجلس و قرار گرفتن در رتبه سوم اکثریت در آن شد. کارول دوم، پادشاه رومانی، با بی‌توجهی به نتایج انتخابات، اوکتاوین گوگا از یک حزب کاملاً در اقلیت را مأمور تشکیل دولت کرد. گوگا به عنوان یکی از دوستان نزدیک آنتونسکو، پذیرش این جایگاه را مشروط به سپرده شدن وزارت دفاع به آنتونسکو کرد. این شرط از جانب هر دوی پادشاه و آنتونسکو رد شد. آنتونسکو می‌پنداشت گوگا سیاست خارجی رومانی را به سمت آلمان خواهد کشید. به هر صورت ۲۶ دسامبر آنتونسکو در نهایت متقاعد به پذیرش این پیشنهاد شد. کارول در نظر داشت آنتونسکو را به‌جای وزارت دفاع، در وزارت ارتباطات بگمارد. با این دخالت پادشاه، آنتونسکو با نوشتن نامه‌ای به گوگا، مجدداً پیشنهاد او را رد کرد. در این شرایط کارول وادار شد به شکل مستقیم در این ارتباط با آنتونسکو به مذاکره بپردازد. دعوت و مذاکره با او روز ۲۸ دسامبر در کاخ پادشاه، به نتیجه‌ای نرسید تا کارول روز بعد به عنوان یک نظامی به او دستور دهد که جایگاه وزارت ارتباطات را بپذیرد. آنتونسکو در پاسخ با اشاره به نابسامانی و فساد موجود در وزارت ارتباطات و بی‌ثمر بودن حضور او در این جایگاه، از پادشاه درخواست کرد از آن‌جایی که او یک نظامی است و ماموریت‌های مهمی برای به انجام رساندن در ارتش دارد، وزرات دفاع را به او بسپارد. در نهایت با وجود ناخوشنودی از سخنان آنتونسکو، پادشاه با این استدلال موافقت نمود. بعدها به سفیر بریتانیا گفت اصلاً مایل نبوده به دولت گوگا بپیوندد اما چون در گذشته متهم به توطئه علیه پادشاه شده بود احساس کرده نپذیرفتن این عمل موجب تقویت چنین اتهاماتی می‌شود.
با ورود به هیئت دولت، آنتونسکو از آرماند کالینسکو، وزیر امور داخلی، خواست رویکردی غیر تحریک‌آمیز در قبال جنبش گارد آهنین در پیش بگیرد. این جنبش در عوض وعده داد از هر گونه خشونت سیاسی اجتناب بورزد. آنتونسکو برای مقابله با تظاهرات‌های گروه‌های شبه‌نظامی، قانون حکومت نظامی تصویب شده در قانون اساسی سال ۱۹۲۳، را تمدید کرد. به هر صورت این اقدام نتوانست جلوی درگیری‌های خیابانی بین گروه‌های تندرو را بگیرد. در بستر فروپاشی نظم عمومی و محکومیت‌های بین‌المللی، پادشاه تلاش کرد دولتی فراگیر با حضور مخالفان تشکیل دهد. او از آنتونسکو خواست نقش میانجی را در مورد جنبش گارد آهنین ایفا کند که با مخالفت کودرانو مواجه شد. این پاسخ موجب برآشفتن پادشاه و دستور او به دستگیر کردن کودرانو و سرکوب جنبش گارد آهنین گشت. آنتونسکو با به‌کارگیری ارتش در این مسیر مخالف بود و خواهان اجرای قانون شد. کارول انتخاب دیگری به راه انداخت که در جریان تبلیغات آن دو عضو جنبش گارد آهنین به ضرب گلوله کشته شدند. آنتونسکو به کودرانو نسبت به تلافی خشونت‌آمیز هشدار داد. کودرانو به شرط محافظت از او در صورت اقدام پادشاه علیه جنبش گارد آهنین وعده به پایبندی داد که با موافقت آنتونسکو همراه شد. کارول با عزل گوگا، روز ۲۰ فوریه سال ۱۹۳۸ قانون اساسی سال ۱۹۲۳ را لغو و با ایجاد دولتی دست‌نشانده به رهبری میرون کریستا، یک دیکتاتوری سلطنتی به پا کرد. آنتونسکو در این دولت نیز حضور داشت.
با وجود در نظر داشتن خطر شوروی، تلاش آنتونسکو جهت تقویت ارتش به جهت مقابله با تهدیدات مرزی تجدیدنظرطلبانه مجارستان بود. روز ۱۲ مارس سال ۱۹۳۸ به ستاد کل دستور به آماده‌سازی به منظور بسیج جزئی در مرزهای غربی داد. با این وجود پس از اقدام پادشاه برای سرکوب و انحلال احزاب سیاسی و اقدام برای دستگیر کردن کودرانو، آنتونسکو اعتراض خود را در هیئت دولت مبنی بر «سوءاستفاده از قدرت» ابراز و روز بعد از مقام خود استعفا کرد.

### ادامه خدمت در ارتش
پس از دستگیر شدن کودرانو، به عنوان شاهد در دومین جلسه محاکمه او در یک دادگاه نظامی حاضر گشت. در این جلسه هنگامی که از آنتونسکو پرسیده شد آیا کودرانو را خائن می‌داند یا نه، تنها از جای خود برخاست و دست کودرانو را فشرد. سپس اذعان داشت اگر چیز مشکوکی در او می‌دید با او سخن نمی‌گفت. آنتونسکو افزود با اطلاعاتی که در اختیار دارد نمی‌تواند باور کند کودرانو قادر به خیانت باشد. با این وجود کودرانو در نهایت به ۱۰ سال زندان محکوم گردید. آنتونسکو نیز به فرمان کارول در بازداشت خانگی قرار گرفت. به هر حال مدتی بعد به خدمت فعال فراخوانده و به ارتش سوم کیشینف در بسارابی منتقل شد. در نامه‌ای به پادشاه در ارتباط با رفتار مورد کودرانو توضیحاتی ارائه نمود. به او یادآور شد که با آگاهی پادشاه با کودرانو مذاکره کرده تا اوایل ماه فوریه از رقابت‌های انتخاباتی کنار بکشد. به کارول گفت به کودرانو وعده داده بود در صورت اقدام حاکمیت علیه او به یاریش برود.
خصومت کارول نسبت به آنتونسکو به کینه‌توزی بدل گشت. ماریا، همسر آنتونسکو در گذشته با فردی در فرانسه ازدواج کرده و از او طلاق گرفته بود. با توطئه کارول و با هدف بی‌اعتبار ساختن آنتونسکو، این فرد با هزینه دولت از پاریس به رومانی آورده شد تا به ماریا انگ دو همسری زده شود. با ارائه مدرک اصلی فرانسوی طلاق توسط وکیل آنتونسکو این اقدام کار به جایی نبرد و موجب تقویت جایگاه آنتونسکو به عنوان فردی شرافتمند در ارتش شد.
پس از این حوادث آنتونسکو برای مدتی در سایه قرار گرفته بود. پس از ارسال ضرب‌الاجل توسط شوروی در ۲۷ ژوئن سال ۱۹۴۰ به رومانی مبنی تحویل بسارابی و بوکوفینای شمالی، آنتونسکو به پادشاه توصیه نمود از شوروی وقت بیشتری جهت عقب‌نشینی منظم نیروهای رومانیایی بگیرد تا هم روحیه آن‌ها تضعیف نشود و هم امکان انتقال تجهیزات بیشتری فراهم آید. او همچنین با نوشتن نامه‌ای از کارول خواست مشاوران بدخواه خود و نظام حکمرانی را تغییر دهد و دست از سیاست کنونی که به «فروپاشی» منجر خواهد شد، بکشد. پادشاه که احساس خطر شدیدی از جانب آنتونسکو می‌کرد، روز ۹ ژوئیه دستور به بازداشت او داد. حامیان آنتونسکو از فرستادگان آلمان در بخارست تقاضای مداخله نمودند. هرمان نویباخر، نماینده آلمان در مسائل اقتصادی به ارنست اوردارئانو، مشاور ارشد کارول هشدار داد «مرگ تصادفی» آنتونسکو سو ظن بسیار بدی در نزد آلمانی‌ها ایجاد خواهد کرد. تحت فشار آلمان، کارول روز ۱۱ ژوئیه فرمان به آزادی آنتونسکو داد اما به اتهام رابطه مخفیانه با گارد آهنین، سرویس اطلاعاتی را موظف به نگهداری او در در صومعه بیستریتسا در ولچا نمود. روز بعد آنتونسکو از خدمت در نیروی زمینی استعفا کرد که پادشاه با آن موافقت نمود. بعدها فاش کرد در تمامی دوران بازداشت با آلمانی‌ها در ارتباط بوده و به آن‌ها وعده کرده‌است دست به اقدامی نزند که تولید نفت و گاز متان در رومانی را دچار اختلال کند.

### رسیدن به نخست‌وزیری
در پی پذیرش دومین حکمیت وین توسط کارول و الحاق شمال ترانسیلوانیا به مجارستان، آشوب و تظاهرات گسترده‌ای با سازمان‌دهی جنبش گارد آهنین در نقاط مختلف رومانی به پا شد. معترضان دست به اقدام مسلحانه زده و رادیو بخارست و مرکز اصلی تلفن را به اشغال خود درآوردند. در اثر این تحولات، آنتونسکو از بازداشت آزاد شد و به شهر پردا رفت. در ملاقاتی که در ۱ سپتامبر در پلوشتی با یولیو مانیا، رهبر حزب ملی دهقانان، داشت، مطلع گشت که پادشاه ممکن است از او برای تشکیل دولت دعوت کند. در این دیدار توافق شد آنتونسکو این پیشنهاد را به شرط کناره‌گیری کارول بپذیرد. والر پوپ، یکی از مشاوران پادشاه، از شخصیت‌های کلیدی بود که کارول را به برگزیدن آنتونسکو ترغیب می‌کرد. به نظر می‌رسد هم‌او نخستین بار سفیر آلمان را با تأکید بر جهت‌گیری آنتونسکو به سمت آلمان و تمایل به اجرای حکمیت وین، مایل به نخست‌وزیری آنتونسکو نمود. کارول روز ۳ سپتامبر آنتونسکو را به کاخ خود فراخواند. در دیداری پرتنش، پادشاه با توصیه‌های آنتونسکو موافقت نمود اما حاضر نبود قدرت را کاملاً به او بسپارد. از این رو آنتونسکو در پایبندی به قراری که با مانیو گذاشته بود، از پذیرش درخواست پادشاه برای تشکیل دولت سر باز زد.
با ادامه اعتراضات خیابانی که خواهان کناره‌گیری کارول بود، پادشاه روز بعد از طریق گیگورتو، نخست‌وزیر، دستور به اعدام ۱۵ زندانی جنبش گارد آهنین داد اما گیگورتو با آگاهی از جو عمومی، با رد تبعیت از این دستور، استعفا نمود. کارول مجددا آنتونسکو را به کاخ دعوت کرد. آنتونسکو این بار به شرط دریافت «تمام قدرت لازم»، پذیرفت اقدام به تشکیل دولت نماید. کیفیت این مسئله، پس از مشورت پادشاه با مشاورانش و جهت بازیابی نظم عمومی و حفظ تاج او، در ۲۴ ساعت آینده مورد توافق قرار گرفت. با این حال حزب ملی دهقانان و حزب ملی لیبرال از مشارکت در دولت تا کناره‌گیری پادشاه امتناع نمودند. فابریکیوس، سفیر آلمان در دیدار صبح ۵ سپتامبر، پشتیبانی کشورش از آنتونسکو را منوط به عمل به حکمیت وین، حضور نمایندگان نظامی آن در رومانی و تقویت روابط اقتصادی با آلمان دانست که مورد پذیرش آنتونسکو واقع گشت. پادشاه با صدور فرمانی قانون اساسی ۱۹۳۸ را معلق و مجلس را منحل کرد و قدرت کامل جهت حاکمیت را به آنتونسکو سپرد.
با این وجود، تظاهرات‌ها همچنان ادامه پیدا کرد. آنتونسکو شب ۵ سپتامبر به کاخ کارول رفت تا با دادن ضرب‌الاجل، به او اعلام کند قادر به تشکیل دولت نیست چرا که «همه خواهان استعفای عالی‌جناب هستند» و هشدار داد تمایلی به سرکوب معترضان و کشاندن «ملت به جنگ داخلی و باز کردن راه برای اشغال خارجی ندارد.» آنتونسکو به کارول تا ساعت ۴ بامداد فردا فرصت پاسخ داد. پادشاه مشاوران خود را جهت شور گرد آورد. با وجود این که بیشتر آن‌ها موافق کناره‌گیری او بودند، دو تن از ژنرال‌های ارتش پیشنهاد به پس گرفتن اختیارات آنتونسکو و حتی قتل او نمودند. با دریافت خبر این توطئه، آنتونسکو به پادشاه اطلاع داد می‌بایست تا پیش از ساعت ۶ صبح کناره‌گیری کند.
در نهایت با مخالفت نظامیان در سرکوب معترضانی که مقابل کاخ تجمع کرده بودند و اعلام سفیر آلمان در عدم پشتیبانی از او، کارول دقایقی پس از ساعت ۶ صبح روز ۶ سپتامبر به نفع میهای، پسر ۱۹ ساله‌اش، از سلطنت کناره‌گیری کرد و همان روز به همراه جمعی از نزدیکانش و مقادیر زیادی کالاهای قیمتی، از کشور خارج شد. با وجود باور برخی، در تمامی طول این تحولات هیچ فشار و درخواست رسمی از جانب آلمان برای کناره‌گیری کارول و رسیدن آنتونسکو به قدرت وجود نداشت.

### مسند قدرت
آنتونسکو با تفکرات یک ژنرال بر مسند نخست‌وزیری نشست و نظم را در راس اولویت‌های خود قرار داد. او می‌بایست به نابسامانی‌های داخلی پایان می‌داد و با تمام نیرویی که در اختیار داشت امنیت را برقرار می‌نمود. چنین شرایطی رومانی را در چارچوب «سیاست نظامی» قرار می‌داد. نمی‌توان گفت که او در این زمان پشتیبانی کامل ارتش را پشت سر خود داشت. خود او نیز از این مسئله آگاهی بود. برخی افسران ارشد از قصد او برای اجرای حکمیت وین ناراضی بودند و برخی حتی نقشه قتل او را کشیدند. جنبش گارد آهنین نفوذ زیادی در رده افسران میانی و پایینی رومانی داشت.
میهای یکم، پادشاه جدید رومانی، روز ۶ سپتامبر با صدور حکمی قدرت نامحدود را به آنتونسکو به عنوان رئیس حکومت اعطا کرد و جایگاه خود را به یک مقام تشریفاتی تقلیل داد. آنتونسکو با عنوان «کوندوکاتور» (Conducător - رهبر) مخیر به صدور و ابلاغ هر گونه قانونی و تغییر تمامی قوانین پیشین شد. او مجاز به انعقاد پیمان‌های خارجی و همچنین اعلان جنگ و صلح گردید. آنتونسکو در حقیقت به دومین رهبر، پس از حاکمیت دیکتاتور مابانه کارول از سال ۱۹۳۸ که خود را رهبر می‌نامید، بدل می‌شد. به هر صورت آنتونسکو ترجیح می‌داد «ژنرال» خوانده شود و به رسانه‌ها اعلام کرد او را چنین بخوانند. آنتونسکو در تلاش بود جایگاه سلطنت را به عنوان نشان ملی رومانی تقویت کند. او در یکی از نخستین اقدامات خود، النا، ملکه مادر را که توسط کارول از کشور بیرون رانده شده بود، به بوخارست دعوت کرد تا کنار پسرش باشد. پادشاه و مادرش نیز به اندازه کافی انتظارات آنتومسکو را برآورده می‌نمودند.
اصلی‌ترین و فوری‌ترین اهداف سیاست خارجی آنتونسکو در این زمان بازگرداندن مرزهای رومانی به شرایط تابستان سال ۱۹۴۰ بود. این مسئله شامل پس گرفتن تمامی اراضی از دست رفته شامل بسارابی، بوکوفینای شمالی و ترانسیلوانی می‌شد و او آن را در جلسه روز ۲۱ سپتامبر هیئت دولت به صراحت بیان کرد. به هر صورت آنتونسکو همچنان به پایبندی سفت‌وسخت خود به نیروهای محور تأکید داشت.